# Fanny (film 2013)
Fanny è un film francese del 2013 diretto da Daniel Auteuil.
Il film è basato sull'opera teatrale omonima del 1931 scritta da Marcel Pagnol.